# Maribyrnong City
Koordinaten: 37° 48′ S, 144° 54′ O

Maribyrnong City ist ein lokales Verwaltungsgebiet (LGA) im australischen Bundesstaat Victoria. Maribyrnong gehört zur Metropole Melbourne, der Hauptstadt Victorias. Das Gebiet ist 31 km² groß und hat etwa 82.000 Einwohner.
Maribyrnong grenzt im Osten an das Stadtzentrum Melbourne City und umfasst neun Stadtteile: Braybrook, Footscray, Kingsville, Maidstone, Maribyrnong, Seddon, Tottenham, West Footscray und Yarraville. Der Sitz des City Councils befindet sich in Footscray im Osten der LGA.
Die City ist dicht besiedelt und kulturell vielfältig: Die Einwohner kommen aus 135 Nationen und wurden zu 40 % im Ausland geboren. Über zehn Prozent aller Einwohner kommen aus Vietnam. In dem Gebiet gibt es viel Industrie unter anderem aus den Bereichen Öl und Chemie.
Die Victoria University hat zwei Standorte in Maribyrnong, darunter der Hauptcampus der Universität in Footscray Park.
Das Highpoint Shopping Centre in Maidstone ist das drittgrößte Einkaufszentrum Melbournes und das fünftgrößte Australiens.

## Verwaltung
Der Maribyrnong City Council hat sieben Mitglieder, die von den Bewohnern der sieben Wards gewählt werden. Diese sieben Bezirke (Bluestone, Ironbark, River, Saltwater, Sheoak, Stoney Creek und Wattle) sind unabhängig von den Stadtteilen festgelegt. Aus dem Kreis der Councillor rekrutiert sich auch der Mayor (Bürgermeister) des Councils.